# Terbio
Il terbio è l'elemento chimico di numero atomico 65 e il suo simbolo è Tb.

## Caratteristiche
Il terbio è un metallo grigio-argenteo appartenente al gruppo delle terre rare; è malleabile, duttile e tenero a sufficienza da poter essere tagliato con un coltello. Abbastanza stabile all'aria, esiste in due forme cristalline; la temperatura di transizione tra esse è di 1289 °C.

## Applicazioni
Il terbio è usato per drogare il fluoruro di calcio, il tungstato di calcio ed il molibdato di stronzio, materiali usati nella realizzazione di transistor ed altri componenti elettronici, nonché insieme all'ossido di zirconio come stabilizzante delle celle a combustibile che operano ad alta temperatura.
Viene usato in leghe metalliche ed il suo ossido è impiegato per la preparazione dei fosfori verdi delle lampade a fluorescenza e degli schermi televisivi.
Il borato di terbio e sodio è un materiale che emette luce laser alla frequenza di 546 nm.

## Storia
Il terbio fu scoperto dal chimico svedese Carl Gustav Mosander nel 1843 come una impurità nell'ossido di ittrio (Y2O3), e battezzato con il nome del villaggio svedese Ytterby. Non è stato isolato in forma pura fino a tempi molto recenti, dopo l'avvento delle tecnologie di scambio ionico.

## Disponibilità
Il terbio non si trova mai in natura come elemento puro, ma contenuto in molti minerali, come la cerite, la gadolinite, la monazite ((Ce,LaTh,Nd,Y)PO4, che contiene fino allo 0,03% di terbio), lo xenotime-(Y) (YPO4) e la euxenite-(Y) ((Y,Ca,Er,La,Ce,U,Th)(Nb,Ta,Ti)2O6, che contiene l'1% o più di terbio).

## Composti
I composti del terbio comprendono:
- Fluoruri
  - TbF3
  - TbF4
- Cloruri
  - TbCl3
- Bromuri
  - TbBr3
- Ioduri
  - TbI3
- Ossidi
  - Tb2O3
  - Tb4O7
- Solfuri
  - Tb2S3
- Nitruri
  - TbN

## Isotopi
Il terbio naturale è composto da un solo isotopo stabile, il 159Tb. Sono stati descritti altri 33 radioisotopi del terbio, di cui il più stabile (158Tb) ha un'emivita di 180 anni: seguono il 157Tb con 71 anni e il 160Tb con 72,3 giorni. Tutti gli altri isotopi sono molto radioattivi, con emivite di meno di 7 giorni e, anzi, la maggior parte ha emivite di meno di 30 secondi. Questo elemento ha anche 18 stati metastabili, di cui i più stabili sono 156m1Tb (t½ 24,4 ore), 154m2Tb (t½ 22,7 ore) e 154m1Tb (t½ 9,4 ore).
Il modo di decadimento principale prima dell'isotopo stabile (159Tb) è la cattura elettronica e quello dopo è il decadimento beta. I prodotti di decadimento prima del 159Tb sono isotopi di gadolinio, mentre dopo il 159Tb sono isotopi di disprosio.

## Precauzioni
Come per tutti gli altri lantanoidi, il terbio e i suoi composti hanno tossicità bassa o moderata, sebbene tale tossicità non sia stata studiata approfonditamente. Il terbio non ha alcun ruolo biologico noto.